# Eugène Poilane
Eugène Poilane (* 16. März 1888 in Saint-Sauveur-de-Landemont; † 20. April 1964 in Khe Sanh (Provinz Quảng Trị), Vietnam) war ein französischer Pflanzensammler.

## Leben
Poilane war der Sohn eines Bauern. 1909 kam er als Angestellter der französischen Marine nach Vietnam, seinerzeit französisches Protektorat (Cochinchina), und arbeitete als Fachmann für Artillerie-Munition.
Nachdem er 1917 den in den französischen Kolonien tätigen Botaniker Auguste Chevalier kennengelernt hatte, beschloss er, den Beruf zu wechseln. Chevalier engagierte ihn als „Prospecteur“ für das neu gegründete Botanische Institut in Saigon. 1922 wurde Poilane offiziell Mitarbeiter des Service des forêts du Tonkin.
Bis zum Jahr 1947 unternahm er im Auftrag der Forstverwaltung zahlreiche Exkursionen in ganz Indochina und sammelte jährlich zwischen 1500 und 5000 Pflanzen, die er herbarisierte und nach Saigon schickte. Insgesamt umfasst seine Sammlung mehr als 36.000 Herbarbelege. Sie befindet sich heute zu großen Teilen in Paris und Bangkok.
Parallel zu dieser Forschungstätigkeit gründete er 1926 eine eigene Kaffee-Plantage in Khe Sanh, einer unbedeutenden Siedlung an der Kolonialstraße 9 nach Laos. Außerdem legte er einen Versuchsgarten an, in dem er mit der Anbauwürdigkeit von tropischen Fruchtgehölzen experimentierte. Der Ort erlangte später traurige Berühmtheit als Kriegsschauplatz im Vietnamkrieg und ist heute Kreisstadt von Hướng Hóa in der Provinz Quảng Trị.
Poilane wurde im April 1964 bei einem Überfall von südvietnamesischen Guerillas in der Nähe seines Hauses erschossen.
Zu Ehren von Poilane wurden mehrere Pflanzengattungen benannt, beispielsweise Poilania Gagnep. (heute Epaltes Cass., Fam. Asteraceae), Poilanedora Gagnep. (Capparaceae), Poilaniella Gagnep. (Euphorbiaceae) und Poilannammia C. Hansen (Melastomataceae). Mehr als 100 Arten erinnern mit ihrem Artepitheton an den Botaniker, beispielsweise Lilium poilanei und Dendrocalamus poilanei.